# Палдіскі (станція)
Палдіскі (ест. Paldiski raudteejaam) — залізнична станція в місті Палдіскі на електрифікованій лінії Таллін — Кейла — Палдіскі. Розміщена на відстані 48 км від Балтійського вокзалу.
На станції Палдіскі розташовано один низький перон. Станція є кінцевою зупинкою західного напрямку. Від Таллінна до Палдіскі пасажирський потяг іде 58-60 хв.

## Фотогалерея

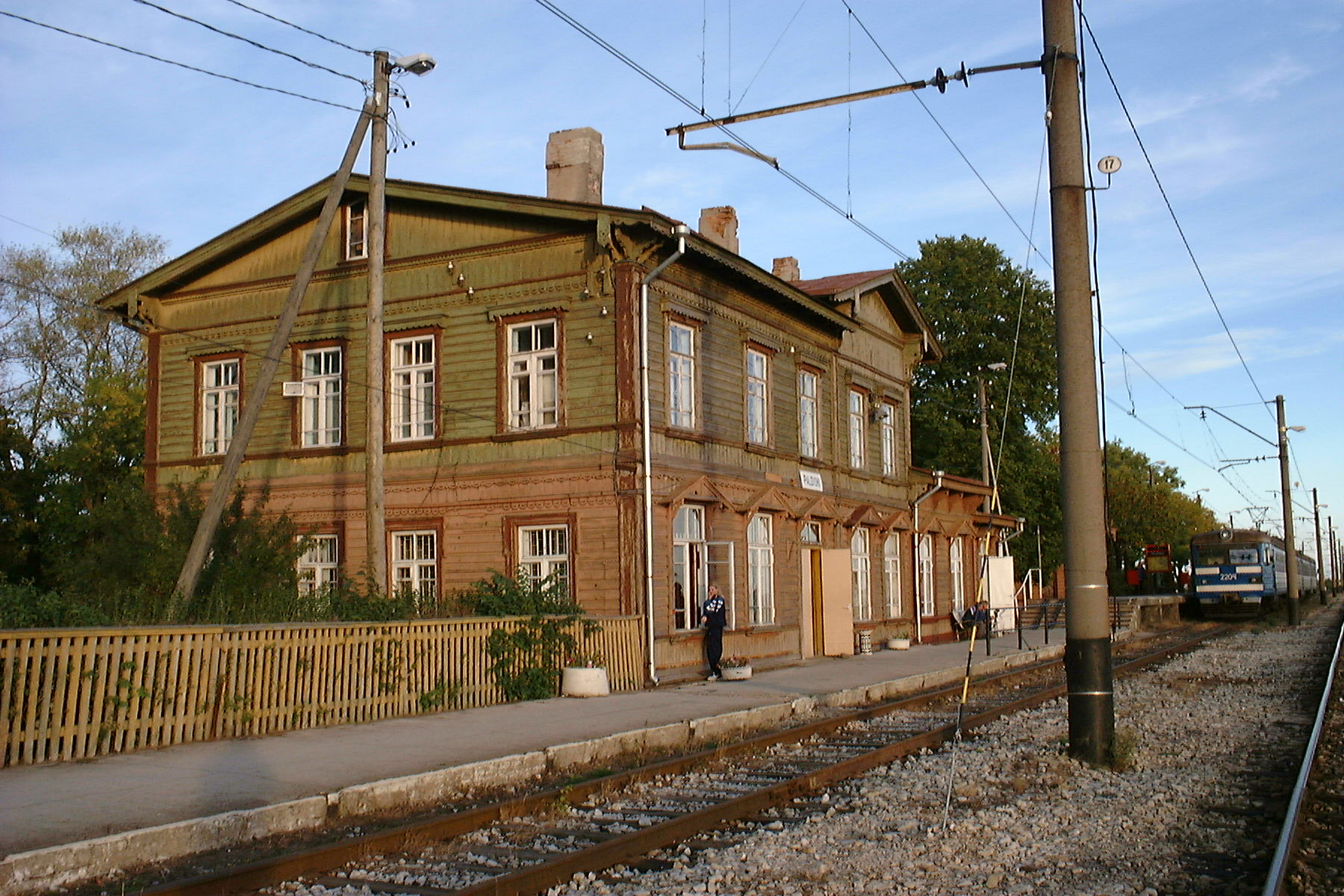
1999 рік
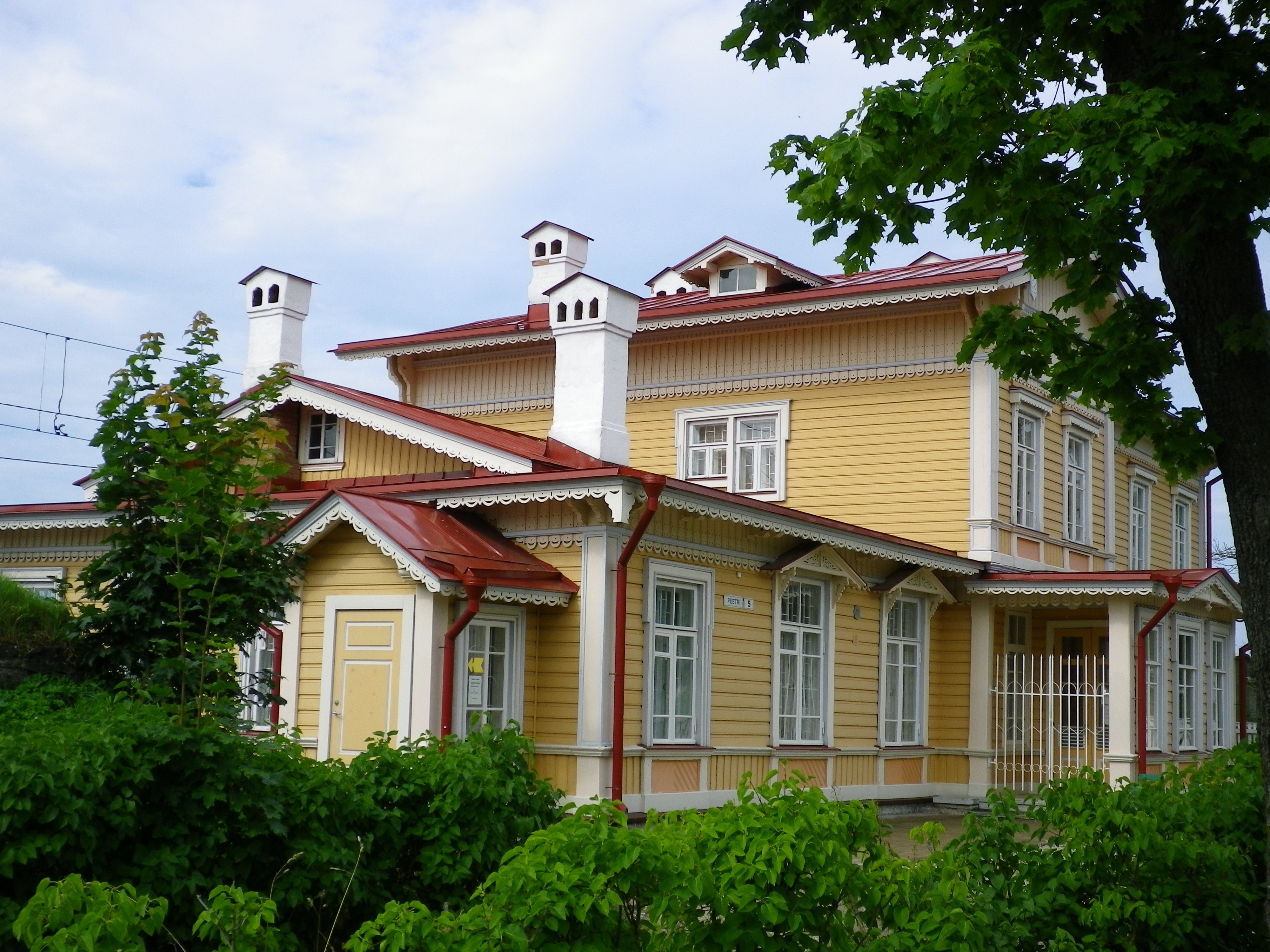
Вокзал 2010 року
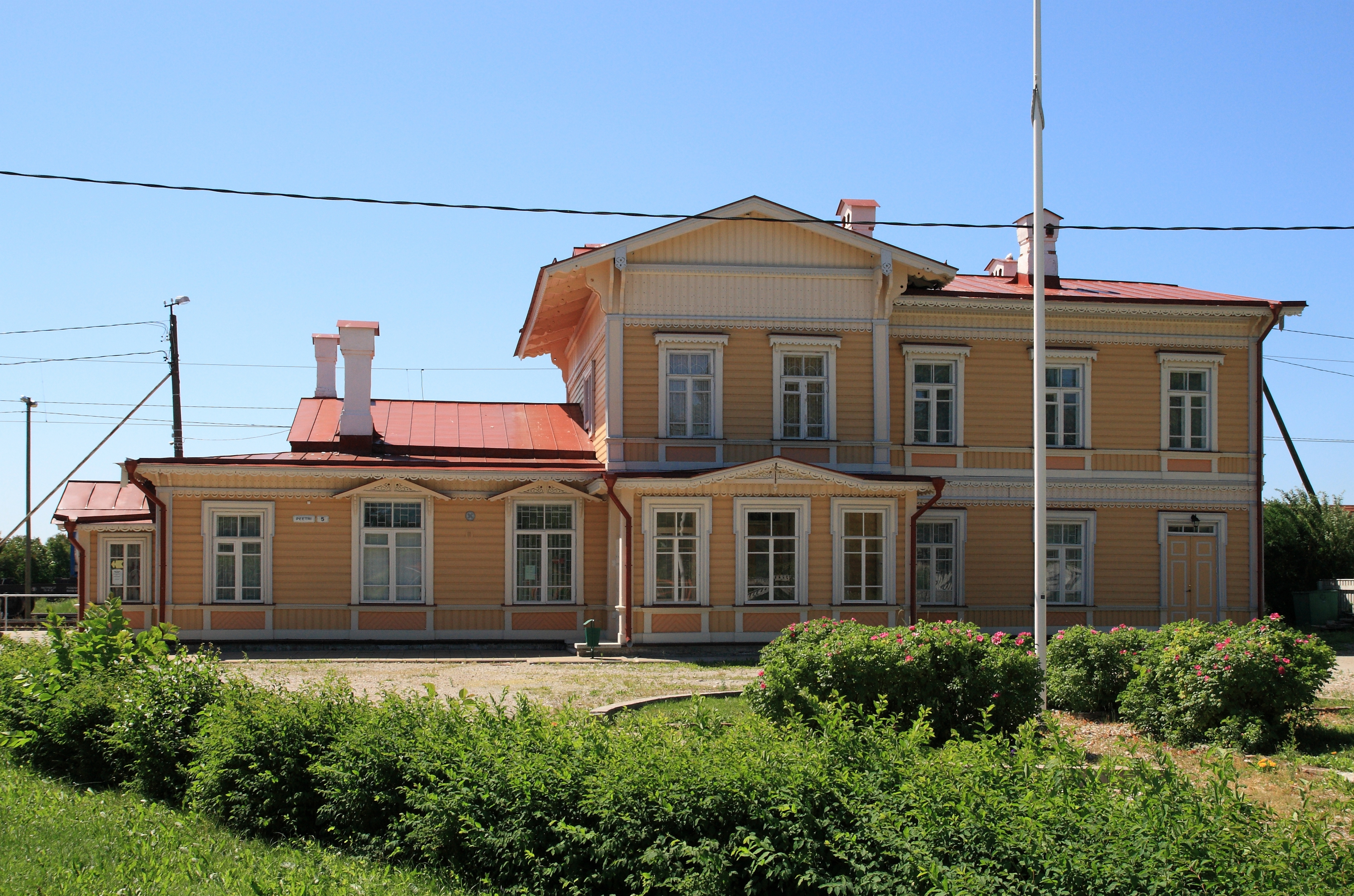
Вокзал 2011 року
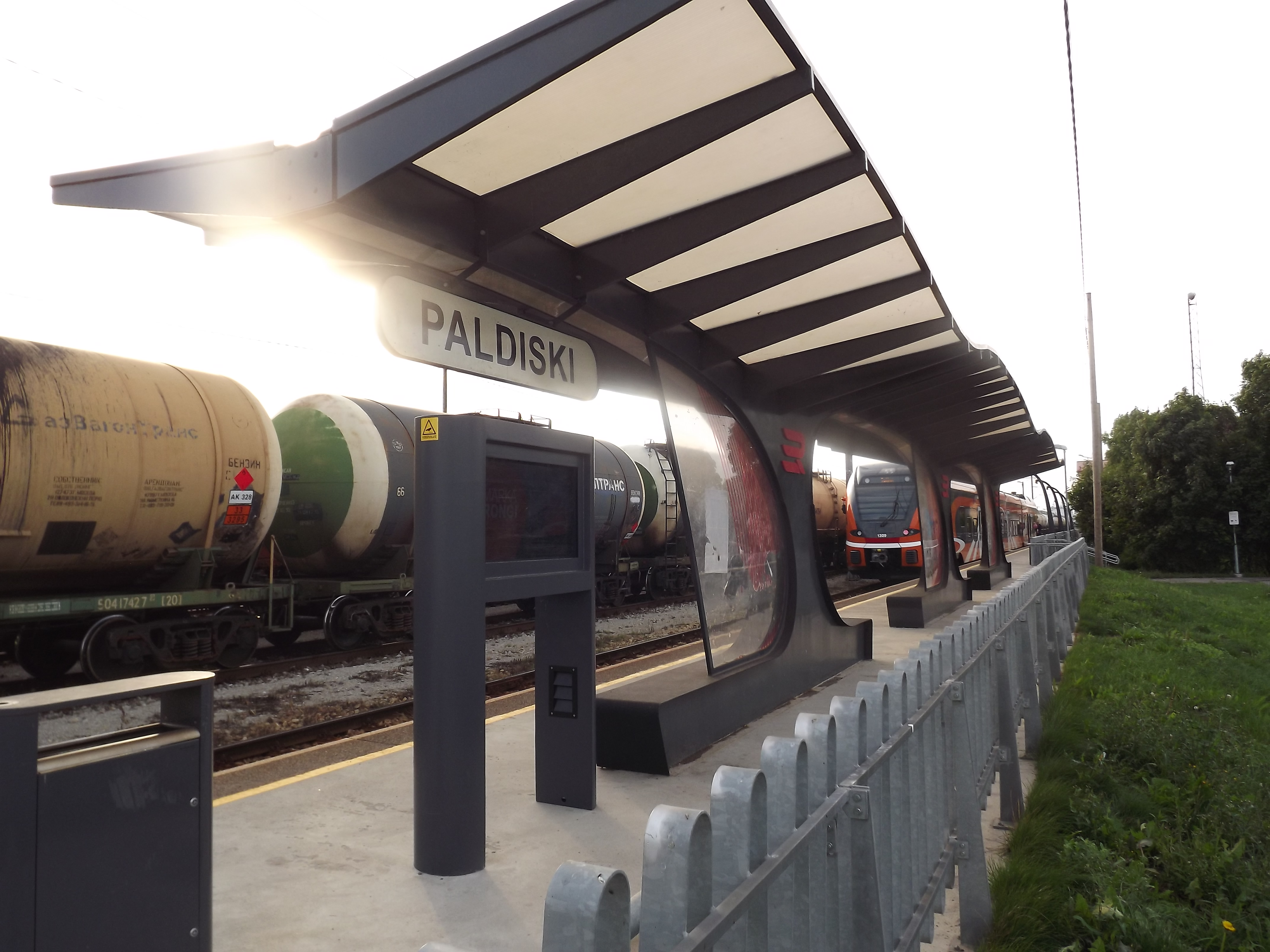
Перон
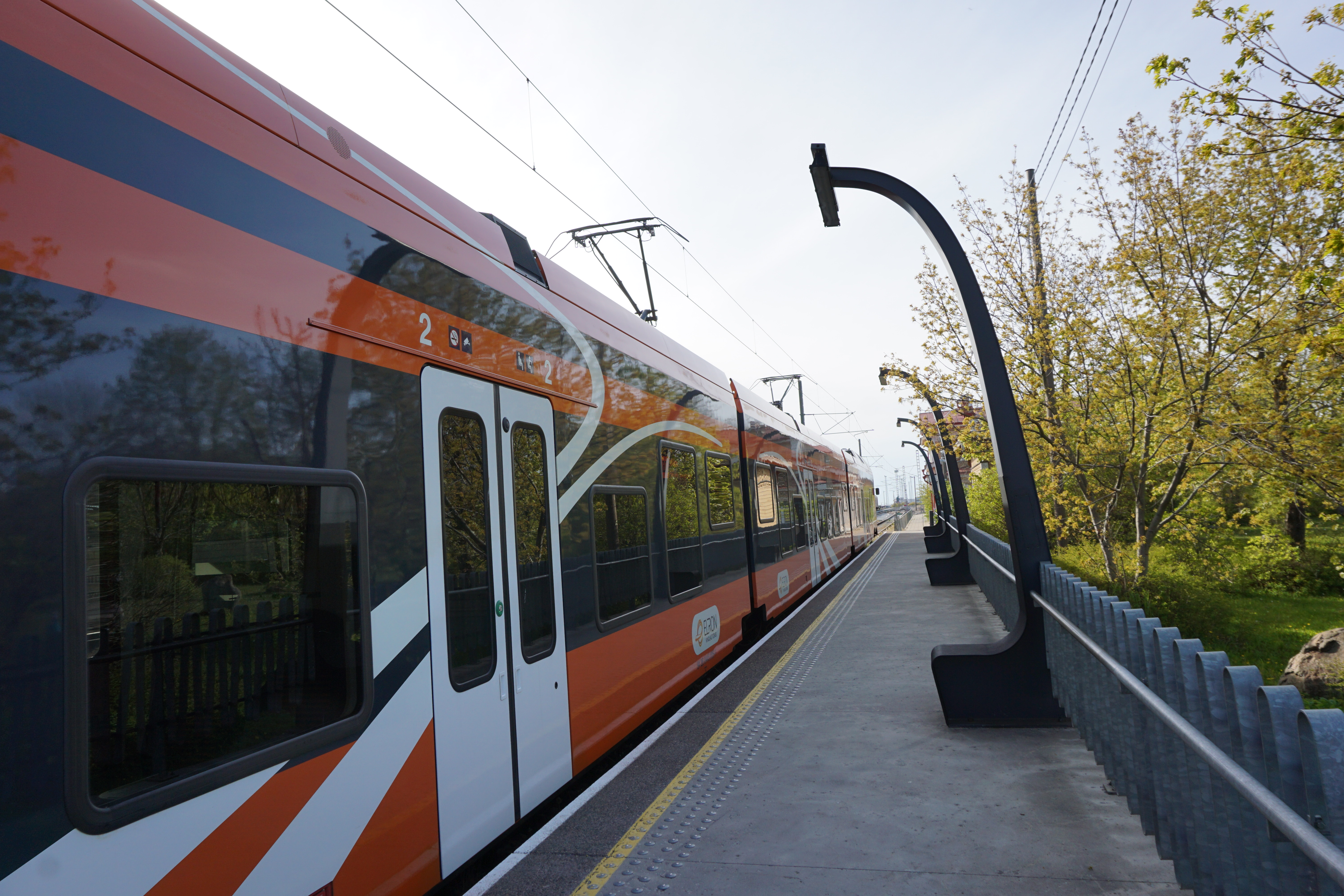
Перон
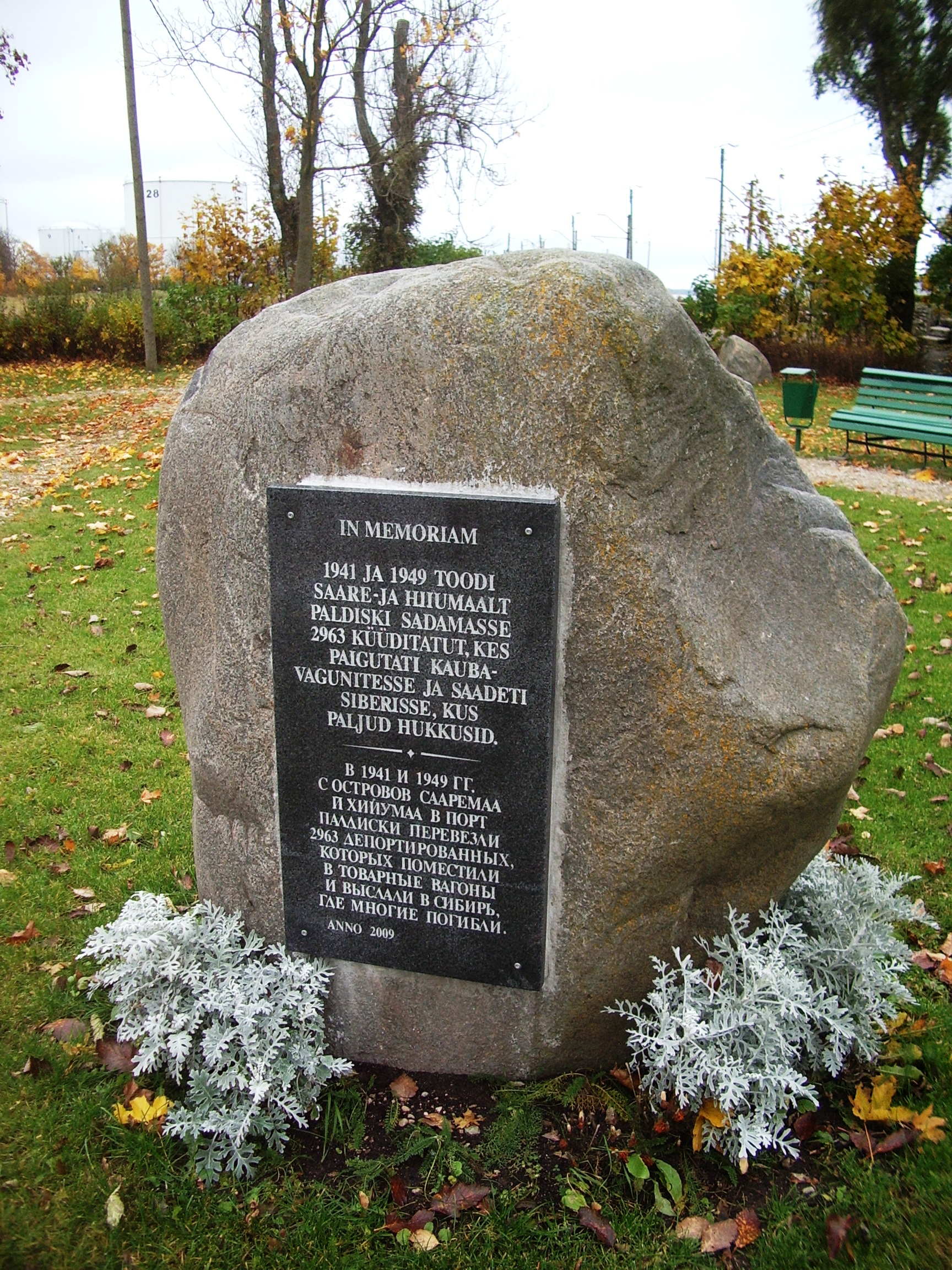
Меморіальний камінь